# سيف الدين طاز
سيف الدين طاز، هو الأمير سيف الدين طاز بن قطغاج، أحد أمراء السلطان الناصر محمد بن قلاوون وهو من الأمراء البارزين في عصر دولة المماليك البحرية.

## مكانته
بدأ نجمه في الصعود خلال حكم الصالح إسماعيل بن الناصر محمد ( 743-746هـ/1343-1345م) حتى أصبح في عهد أخيه المظفر حاجى واحداً من الأمراء الستة أرباب الحل والعقد الذين كانت بيدهم مقاليد الدولة, ثم زادت مكانته خلال الفترة الأولى لحكم الناصر. ثم ما لبث أن انقلب الأمير طاز على السلطان حسن وساعد على خلعه من السلطنة واستبداله بأخيه الملك الصالح فحفظ له الصالح هذه المساعدة وما لبث أن جعله دوادار دولته, وحين أعيد السلطان حسن للحكم للمرة الثانية أخرج طاز من القاهرة وتولى نيابة حلب.
ولكنه ما لبث أن خرج على السلطان وجمع اتباعه فثار عليه أمراؤها حتى هزم وعزل عن نيابتها وأمر بالعودة إلى القاهرة, وتم القبض عليه وكحل عينيه فعمى. واعتقل بالكرك ثم نقل إلى الإسكندرية فسجن بها حتى أفرج عنه بعد مقتل الناصر حسن. فعاد إلى القدس ومنها إلى دمشق في أواخر سنة 762هـ / 1360م، وظل بها حتى مات في العشرين من ذي الحجة سنة 763هـ/ 1361م.

## انظر ايضاً
- قصر الأمير طاز